# Jürgen Rochlitz
Jürgen Rochlitz (* 24. Juli 1937 in Wiesbaden; † 19. September 2019) war ein deutscher Politiker und Chemiker.

## Leben und Beruf
Nach dem Abitur 1957 in Wiesbaden studierte Rochlitz Chemie in Frankfurt am Main und Zürich. 1961 wurde er Diplom-Chemiker. Vier Jahre später promovierte er in Frankfurt und war anschließend zwei Jahre lang als Wissenschaftlicher Mitarbeiter angestellt. 1967 bis 1975 war Rochlitz als Forschungschemiker in der zur Hoechst AG gehörenden Kalle AG tätig. 1975 wurde er zum Professor für Organische Chemie an der Fachhochschule für Technik in Mannheim berufen. 1981 bis 1983 leitete er dort den Fachbereich Bio- und Chemietechnik. 2001 wurde er emeritiert. Jürgen Rochlitz war verheiratet und hatte zwei Kinder. Er verstarb am 19. September 2019.

## Partei
1980 war Jürgen Rochlitz Mitbegründer mehrerer Kreisverbände der Grünen in Rheinland-Pfalz. 1990–1992 war er Vorstandsmitglied des Mannheimer Kreisverbandes und des baden-württembergischen Landesverbandes. 1999 trat er wegen der Politik von Bündnis 90/Die Grünen im Zusammenhang mit der deutschen Beteiligung am Kosovokrieg aus der Partei aus.

## Abgeordneter
1984–1988 gehörte Rochlitz dem Gemeinderat der Stadt Mannheim an. Von 1988 bis 1992 war er Mitglied des Landtags von Baden-Württemberg für den Wahlkreis Weinheim. 1994–98 vertrat er Mannheim im Deutschen Bundestag. Dort war er stellvertretender Vorsitzender des Umweltausschusses und chemiepolitischer Sprecher der Fraktion.

## Gesellschaftliches Engagement
Jürgen Rochlitz war Mitgründer der Aktion Alternativer BASF-Aktionäre und Mitglied des Beirats der Coordination gegen BAYER-Gefahren (CBG). 1998 gründete er den Verein zur Förderung des Güterverkehrs auf der Schiene, der sich für eine Verlagerung von Gütertransporten von der Straße auf die Schiene einsetzt. Im Jahr 2000 wurde er auf Vorschlag der PDS als wissenschaftlicher Sachverständiger in die Enquête-Kommission „Nachhaltige Energieversorgung unter den Bedingungen der Globalisierung“ des Bundestags berufen. 2002 bis 2014 war er Mitglied der Kommission für Anlagensicherheit (KAS) beim Bundesministerium für Umwelt, Naturschutz und Reaktorsicherheit.